# Madagaster
Madagaster é um género botânico pertencente à família Asteraceae.
A autoridade científica o género é G.L. Nesom, tendo sido publicado em Phytologia 75(1): 97. 1993.

## Espécies
Segundo a base de dados The Plant List o género tem 10 espécies descritas da quais 5 são aceites:
- Madagaster andohahelensis (Humbert) G.L.Nesom
- Madagaster madagascariensis (Humbert) G.L.Nesom
- Madagaster mandrarensis (Humbert) G.L.Nesom
- Madagaster saboureaui (Humbert) G.L.Nesom
- Madagaster senecionoides (Baker) G.L.Nesom